# Potres v Ilirski Bistrici (1956)
Potres v Ilirski Bistrici leta 1956 spada na območju Slovenije med močnejše potrese v 20. stoletju. Nastal 31. januarja 1956 ob 2. uri in 25 minut po svetovnem času na ilirskobistriškem območju. Njegova magnituda je bila 5,1, največja intenziteta pa VII. stopnje po EMS. Žarišče je nastalo v globini okoli 7 km.
Poškodbe so nastale v krajih Ilirska Bistrica, Koseze, Trnovo in okolici. Večje poškodbe so bile predvsem v Ilirski Bistrici, kjer je bilo poškodovanih 60 % zgradb, od tega 30 % huje. Potres so čutili na ozemlju s polmerom približno 135 km, kar pomeni skoraj 60.000 km² veliko območje.